# (19312) 1996 VR7
(19312) 1996 VR7 est un astéroïde de la ceinture principale d'astéroïdes découvert en 1996.

## Description
(19312) 1996 VR7 a été découvert le 15 novembre 1996 à l'observatoire de Nachikatsuura au Japon, par Yoshisada Shimizu et Takeshi Urata.

### Caractéristiques orbitales
L'orbite de cet astéroïde est caractérisée par un demi-grand axe de 2,43 UA, un périhélie de 2,17 UA, une excentricité de 0,11 et une inclinaison de 5,010° par rapport à l'écliptique. Du fait de ces caractéristiques, à savoir un demi-grand axe compris entre 2 et 3,2 UA et un périhélie supérieur à 1,666 UA, il est classé, selon la JPL Small-Body Database, comme objet de la ceinture principale d'astéroïdes.

### Caractéristiques physiques
(19312) 1996 VR7 a une magnitude absolue (H) de 14,9 et un albédo estimé à 0,071.